# Proclitus fulvicornis
Proclitus fulvicornis är en stekelart som beskrevs av Förster 1871. Proclitus fulvicornis ingår i släktet Proclitus och familjen brokparasitsteklar. Arten är reproducerande i Sverige. Inga underarter finns listade i Catalogue of Life.